# Hodering
Hodering ist ein Gemeindeteil der Gemeinde Reichertsheim im oberbayerischen Landkreis Mühldorf am Inn.

## Lage
Der Weiler Hodering liegt einen Kilometer nördlich von Reichertsheim. Er liegt etwa 400 Meter westlich der Bundesstraße B12 und lässt sich von dieser über eine 500 Meter lange Straßenverbindung erreichen.
Der Ort liegt zwischen dem Kagenbach und dem Riedbacher Bach, der über den Kagenbach zur Isen entwässert.

## Bevölkerungsentwicklung
In Hodering gab es 1871 sechs Einwohner. Im Mai 1987 lebten dort zehn Einwohner in drei Wohngebäuden.
| Jahr      | 1871 | 1925 | 1950 | 1970 | 1987 |
| Einwohner | 6    | 17   | 15   | 13   | 10   |